# Permedia
Permedia Sp. z o.o. (wcześniej Zakłady Chemiczne „Permedia” Spółka Akcyjna) – polskie przedsiębiorstwo z branży chemicznej z siedzibą w Lublinie specjalizujące się w produkcji środków barwiących.
Spółka zatrudnia 90 osób.

## Historia
Początki działalności przedsiębiorstwa sięgają 1895 r., kiedy to powstała hurtownia farmaceutyków i farb pod nazwą Skład Apteczny J. Magierski i S-ka.
Na przestrzeni lat przedsiębiorstwo zmieniało zarówno właścicieli, formę prawną, jak i profil produkcji.
W 1952 roku nastąpiło uspołecznienie przedsiębiorstwa i powstała „Permedia” – Perfumeryjno-Kosmetyczna Spółdzielnia Pracy.
W 1976 r. spółdzielnię przekształcono w przedsiębiorstwo państwowe pod nazwą: Lubelskie Zakłady Przemysłu Nieorganicznego „Permedia”.
Z dniem 1 stycznia 1989 r. Prezydent Miasta Lublina nabył wobec przedsiębiorstwa uprawnienia i obowiązki organu założycielskiego.
W 1994 roku Lubelskie Zakłady Przemysłu Nieorganicznego Zakłady „Permedia” zostały przekształcone w spółkę akcyjną pod nazwą Zakłady Chemiczne „Permedia” S.A.
W 1996 roku czeska spółka Bochemie s.r.o. z siedzibą w Bohuminie nabyła od miasta Lublin kontrolny pakiet akcji Zakładów Chemicznych „Permedia”, a w 1998 wprowadziła jej akcje do obrotu publicznego na warszawską Giełdę Papierów Wartościowych.
W 2012 r. większościowy pakiet akcji kapitału zakładowego spółki został wykupiony przez MW Chemie s.r.o.
W 2015 r. nastąpiło uruchomienie jednej z największych w Polsce linii do produkcji masterbatchy białych.
2017–2018 – nowy pakiet inwestycji o wartości około 3 mln EUR. 2 mln EUR przeznaczone zostało na zakup kolejnych maszyn produkcyjnych, co znacznie wzmocniło pozycję Permedii jako producenta dodatków procesowych i koncentratów pigmentowych – masterbatchy na rynkach Europy Środkowej.
W 2019 r. nowym właścicielem spółki zostaje spółka LERG S.A. – producent i eksporter żywic syntetycznych.

## Działalność

### Produkty
- koncentraty
- dodatki procesowe
- pigmenty
- pasty

W grupie pigmentów kadmowych „Permedia” była w 2008 r. ich jedynym krajowym producentem, a jej udział w rynku wynosił 90%.